# داریوش اسماعیلی
داریوش اسماعیلی نماینده مردم خرامه، سروستان، کوار در ادوار نهم و دهم مجلس شورای اسلامی، و استاد زمین‌شناسی دانشگاه تهران است. اسماعیلی در انتخابات سال ۱۳۹۰ به عنوان نمایندهٔ مردم خرامه، سروستان و کوار به مجلس راه یافت. وی برای دوم در انتخابات هفتم اسفند ۹۴ به مجلس راه یافت. او در تاریخ ۸ بهمن ۱۳۹۸ به جهت پذیرش پست معاون امور معادن و صنایع معدنی وزارت صمت از نمایندگی مجلس استعفا داد. 